# پتروف وال
شهر پتروف وال (به روسی: Петров Вал) در کشور روسیه و در اوبلاست ولگوگراد واقع شده است.